# Mikroregion Itanhaém

Mikroregion Itanhaém

Mikroregion Itanhaém – mikroregion w brazylijskim stanie São Paulo należący do mezoregionu Litoral Sul Paulista.

## Gminy
- Itanhaém, 87 053 hab.;
- Itariri, 15.471 hab.;
- Mongaguá, 46.310 hab.;
- Pedro de Toledo, 10.213 hab.;
- Peruíbe, 59.793 hab.